# Лангштедт
Лангштедт (нем. Langstedt) — община в Германии, в земле Шлезвиг-Гольштейн.
Входит в состав района Шлезвиг-Фленсбург. Подчиняется управлению Эггебек. Население составляет 1051 человек (на 31 декабря 2010 года). Занимает площадь 13,19 км².